# Pisulara
Pisulara  ist ein osttimoresischer Ort im Suco Meligo (Verwaltungsamt Cailaco, Gemeinde Bobonaro). Er liegt im Nordwesten der Aldeia Berleu, auf einer Meereshöhe von 96 m. Durch den Ort führt die Überlandstraße von Marko nach Maliana, um die sich die Häuser des Ortes gruppieren. Südlich liegt der Ort Liabote 2 an der Straße. Im Westen fließt der Bulobo, ein Zufluss des Nunura.
Auf Karten von 2008 wird der Ort Pisulara an einen Ort weiter südlich angezeigt, dort befindet sich aber das Dorf Abuti Iori.